# ビフザード
ビフザード（ペルシア語: کمال‌الدین بهزاد、Kamal al-din Bihzad、1455年? - 1530年代）は、15世紀から16世紀にかけてイランで活躍した画家。イスラーム世界でもっとも有名な画家の一人、ミニアチュールの分野における権威の一人に数えられる。ティムール朝の君主であるフサイン・バイカラは、ビフザードをマニ教の創始者である画家マニに次ぐ、「第二のマニ」と称賛した。

## 生涯
ビフザードの出生と死亡の記録、生涯については不明な点が多い。ティムール朝の中心都市ヘラートでビフザードは生まれ、幼少期に両親を亡くした。孤児となったビフザードは王室図書館館長を務めていた宮廷画家ミーラク・ナッカーシュに養育される。
ビフザードはピール・サイイド・アフマド・タブリーズィーら当時の著名な画家に師事した。図書館に集まる学者と芸術家の影響を受け、さらにヘラートの統治者であるフサイン・バイカラと詩人ミール・アリー・シール・ナヴァーイーの後援を得てビフザードは技術を高めていった。ビフザードはフサインから才能を認められ、ミーラクの継承者として宮廷画家、図書館館長に選出された。
ビフザードは生涯のほとんどの期間をヘラートで過ごし、結婚することは無かった。聖者アブドゥッラー・アンサリのハーンカー（宿坊）で簡素な生活を送り、日々を芸術活動に費やしていた。
ティムール朝がシャイバーニー朝によって滅ぼされ、ヘラートがシャイバーニー朝に占領された後もビフザードは町に留まり続ける。1510年にサファヴィー朝がヘラートを占領するとビフザードはサファヴィー朝の君主イスマーイール1世から保護を受け、1514年にヘラート総督である王子タフマースブの教師を務める。1522年にビフザードはサファヴィー朝の宮廷画家をまとめる宮廷工房長となり、1529年から工房をサファヴィー朝の首都タブリーズに移した。先にタブリーズで活躍していたトゥルクマーン派の画家スルターン・ムハンマドとともに、ビフザードは新しい絵画様式を生み出していく。
1530年代にビフザードはタブリーズで没した。

## 作風
ビフザードの作品の題材は肖像画、風俗画、風景画、歴史的事件、書物の挿絵など多岐にわたる。ビフザードはフサイン・バイカラの依頼でサアディーの『果樹園』、タフマースブの依頼でフェルドウスィーの『シャー・ナーメ』の挿絵を制作した。
ビフザードはアッバース朝以降のペルシア絵画で考案された様々な手法を再編し、後進の画家に対して進むべき方向性を提示した。作品は細部の描写に力を入れるペルシア絵画の流れを汲み、かつ発想と技術は他の画家を凌いでいた。ビフザードの作風は前半生と後半生でやや異なるがヘラート時代とタブリーズ時代で作風に大きな変化は無く、『果樹園』の写本が作風の差異を示す基準とされている。一連のビフザードの作品の特徴はペルシア絵画の本流から外れたものではなく、彩色法はむしろ保守的ともいえる。
ビフザードはペルシア絵画に写実主義の要素を取り入れ、旧来の表情が描かれていない人物画はペルシア絵画から廃れていく。繊細な線と華々しい色彩がビフザードの作品の特徴として挙げられ、線遣いによって人物の自然な筋肉の動き、表情、息遣いを表現した。空間が限られている写本の挿絵においては、建築物、戦闘場面の構図に工夫を凝らした。彼の作品には肖像画のように精密な人物像が論理的に配置され、控えめで理性に訴えかける表現法は自由闊達な描写のトゥルクマーン派と対比される。
ビフザードは自身の作品に署名を記し、彼以降の画家に作品に署名を残す習慣が定着した。1480年代からビフザードの署名が付された作品が現れるが、自筆の署名は少なく、多くは後世の書家によって書かれたと考えられている。ビフザードは全ての作品に署名を記しておらず、彼の作品を騙った贋作も多く存在する。ビフザードの作品と伝えられる絵画の中で真作と断定できる作品は多くないが、1488年に制作された『果樹園』の写本の挿絵は、数少ない真作の一つである。『果樹園』に収録されている「ユースフとズライハー（ヨセフを誘惑するズライカー）」は、ペルシア絵画の傑作の一つに数えられている。「ユースフとズライハー」の制作にあたって、ビフザードはオリジナルの『果樹園』の詩句ではなく、同時代人の詩人ジャーミーによる、舞台設定が詳細に述べられた抒情詩「ユースフとズライハー」を参考にしたと考えられている。挿絵の建物はジャーミーの記述を忠実に再現したものではなく、ユースフの受難を表現するためにビフザードによる再構築が行われている。建物の複雑な間取りによってユースフの追い詰められた状況、閉ざされた扉によって建物から逃れにくいことなどが表現されている。
ビフザードは技術の発展のために様々な実験を試み、写実的な作品とは別に装飾性の高い絵画も制作している。ニザーミーの『ハムセ』写本の挿絵では平塗りの色彩パターンによって画面に躍動感を付加し、画面に統一性を持たせている。ビフザードは多くの肖像画を制作したが、元来ペルシア絵画において肖像画は活発な分野ではなかった。ビフザードが肖像画を手がけた理由については、15世紀末にオスマン皇帝メフメト2世によってイスタンブールに招聘されたジェンティーレ・ベリーニらイタリアの画家の影響があると考えられている。肖像画の人物像は細い線によって写実的に描かれ、装飾性に重きを置くペルシア絵画の特徴より、人物の衣服は鮮やかに装飾されている。
ビフザードは同時代、後世の人間の両方から高い評価を受け、鬱屈した気分に陥っていたフサイン・バイカラはビフザードが描いた廷臣の風刺画を見て、たちまち気分が晴れたと伝えられている。他方、ムガル帝国の創始者であるバーブルはビフザードの人物画について、髭のない人物の顔のバランスの悪さを指摘している。ビフザードは自身の作品、あるいは彼に支持した弟子たちを通してシャイバーニー朝、オスマン帝国、サファヴィー朝でのミニアチュールの発達に強い影響を与えた。タブリーズでビフザードと共に活動した若い画家たちは、老成したビフザードの作風に新たな要素を加えていき、ミニアチュールをより発展させていった。ヘラート時代のビフザードの弟子であるシャイフ・ザーデはシャイバーニー朝のアブドゥルアズィーズに招聘されてブハラに赴き、師の流れを汲む肖像画を完成させた。ビフザードの伝統を継承するブハラ派の画家は、中国の水墨画からの影響が強いサマルカンド派の画家に比べて、ペルシア的な要素が強い作品を残した。

## ギャラリー

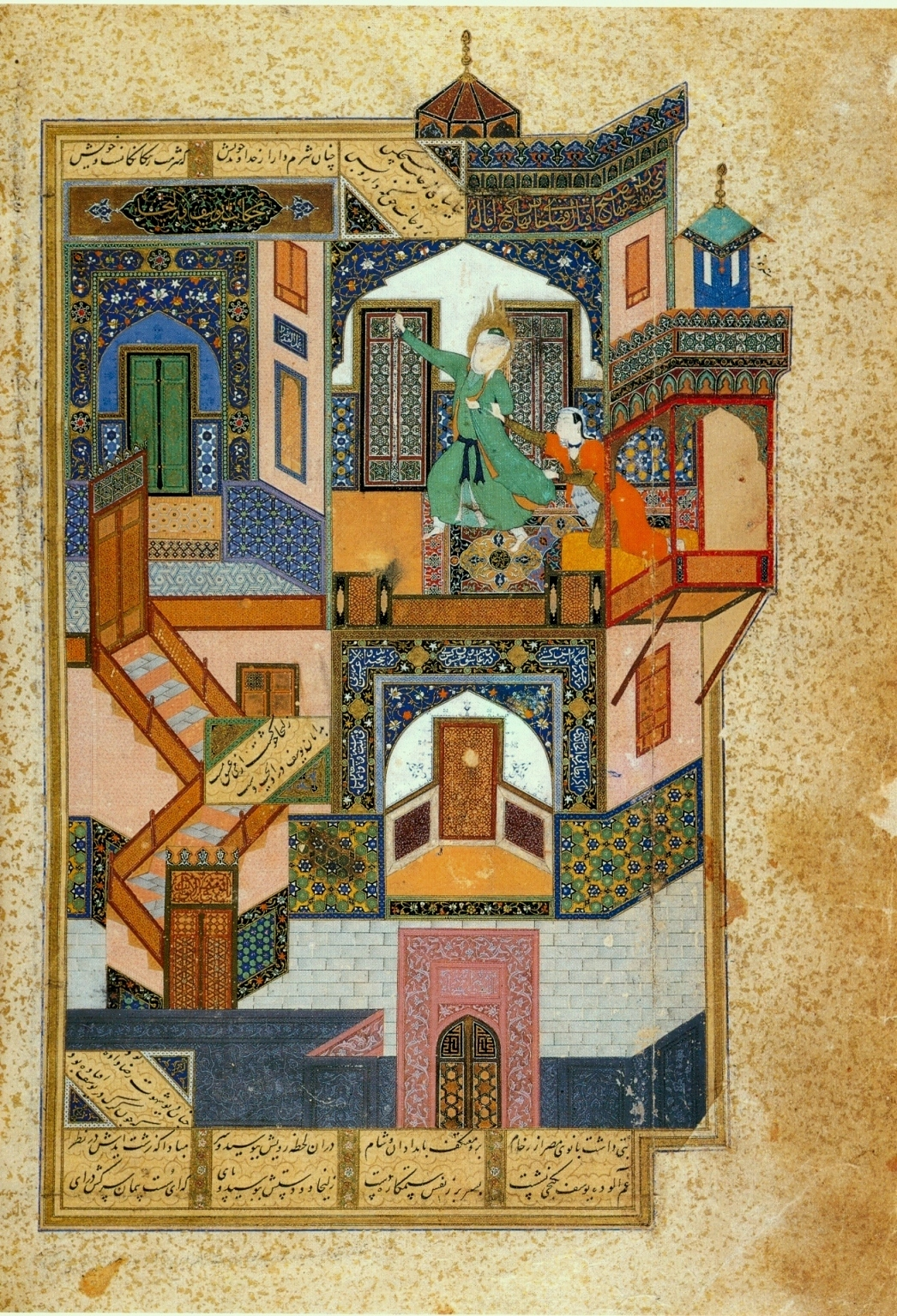
「ヨセフを誘惑するズライカー」（カイロ国立図書館所蔵）
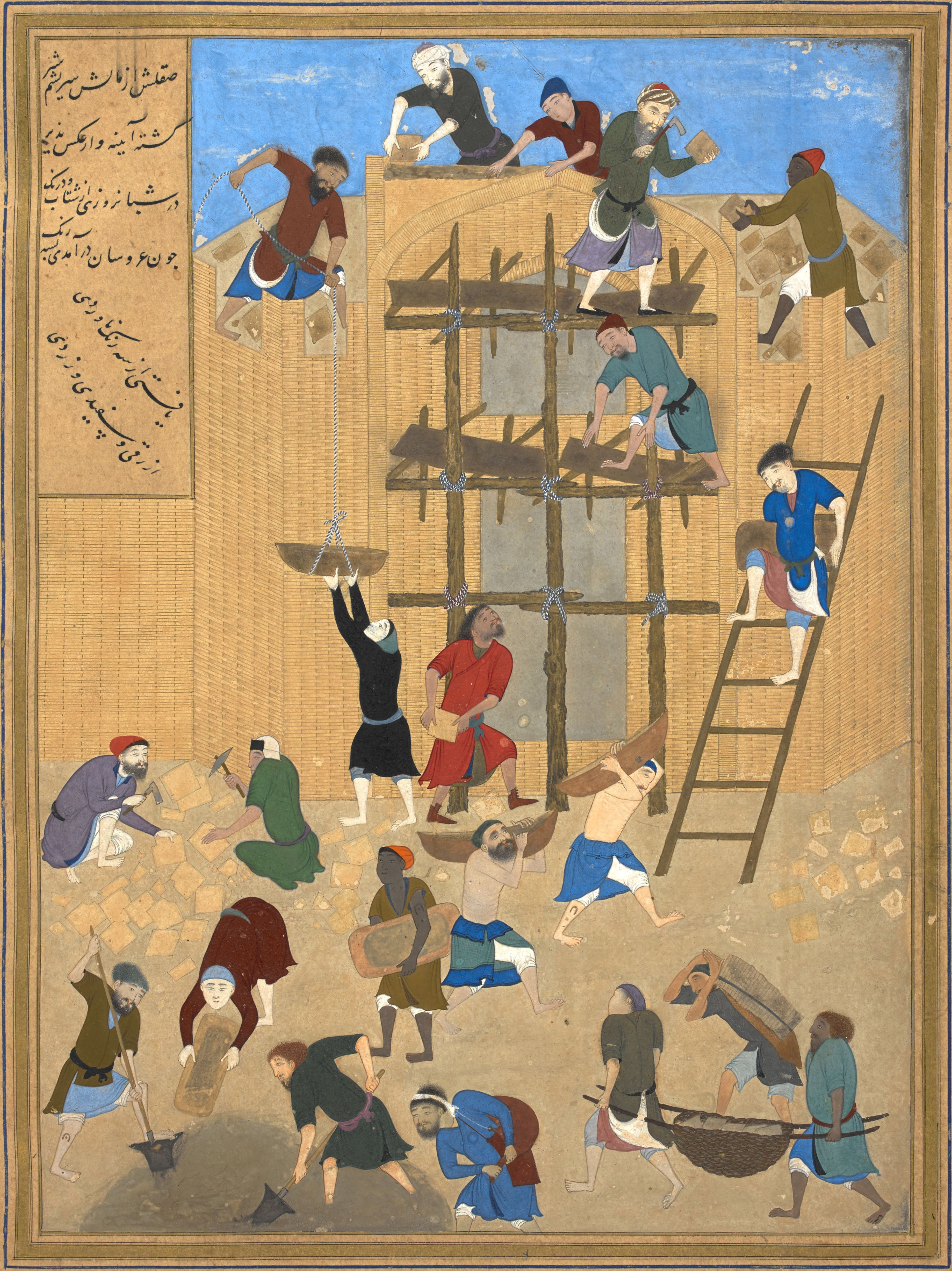
「クワルナク城の構築」（ニザーミー『ハムセ』写本、大英博物館所蔵）
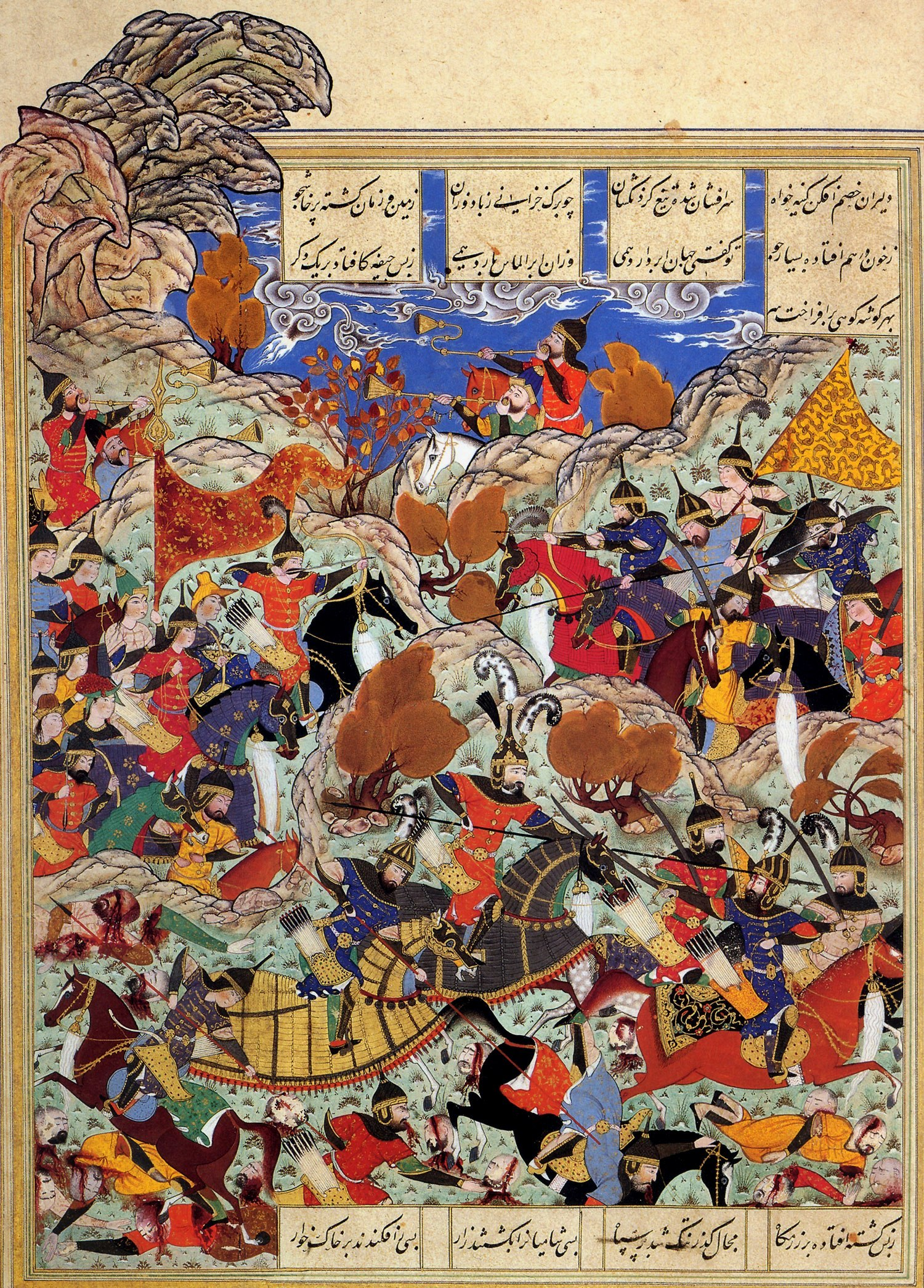
ティムールのエジプト遠征
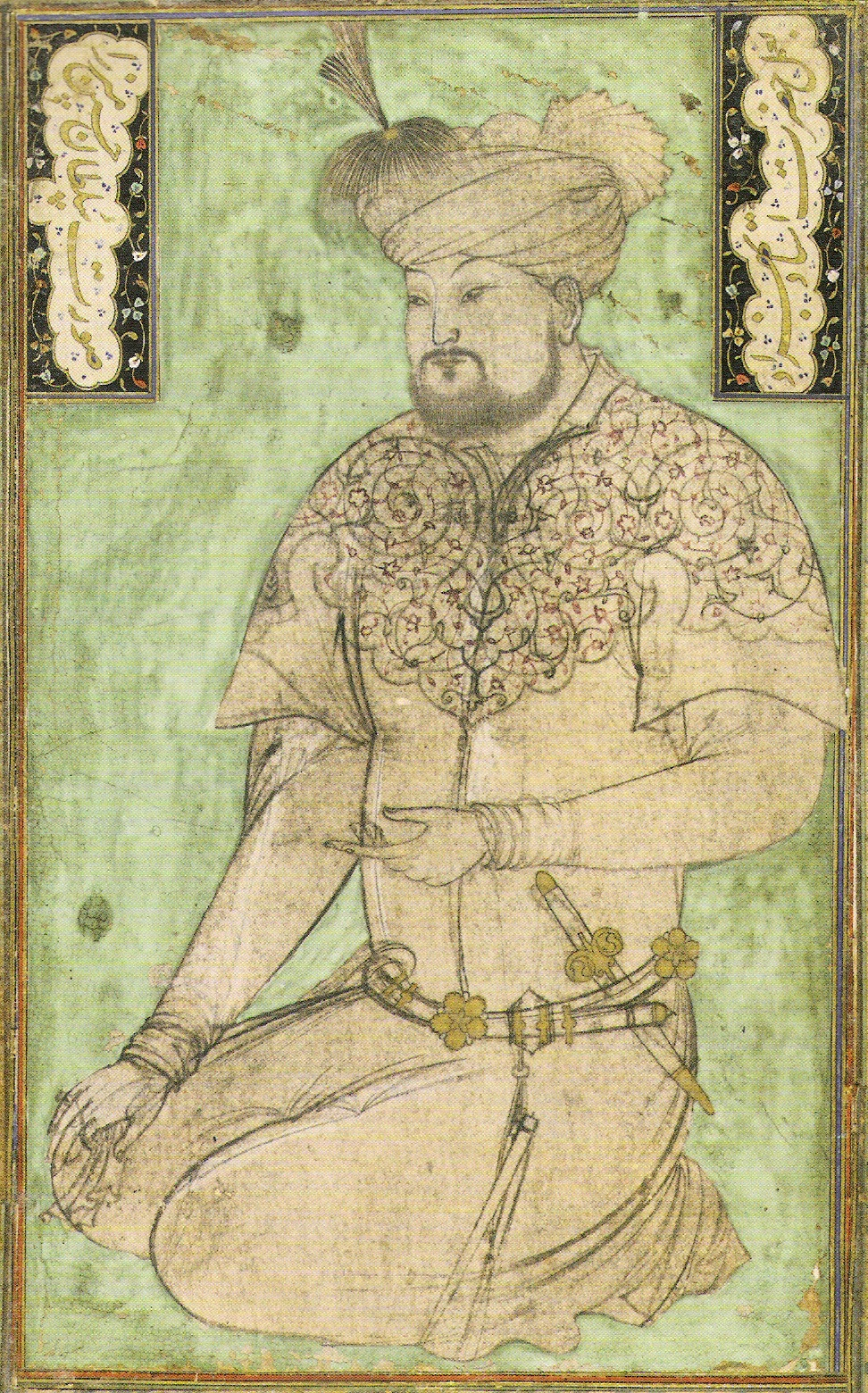
フサイン・バイカラの肖像画